# II Brigada Aérea (Argentina)
La II Brigada Aérea (II BA) es una brigada aérea de la Fuerza Aérea Argentina creada en 1949 con asiento en Paraná. Su principal tarea es la aerofotografía, exploración y reconocimiento (EyR), transporte de carga y personal, enlace y búsqueda y rescate (ByR).

## Medios
| Grupo Aéreo 2          | Grupo Aéreo 2                    |
| Unidad                 | Medios                           |
| ---------------------- | -------------------------------- |
| Escuadrón II           | Learjet 35A (4) Learjet 60XL (1) |
| Escuadrón CEPAT        | Beechcraft TC-12B Huron (4)      |
| Escuadrón de Servicios | Cessna C-182                     |

## Historia
El 15 de marzo de 1949 la Fuerza Aérea creó la «II Brigada», compuesta por la Base Aérea Militar General Urquiza y el Grupo 1 de Observación.
La II Brigada pasó a constituir la «II Brigada Aérea», compuesta por la Base Aérea Militar General Urquiza, el Grupo 1 de Observación, el Grupo Base 2 y el Grupo Técnico 2.
El 22 de marzo de 1972 se constituyó el Grupo 1 de Bombardeo, compuesto por bombarderos Canberra BMK-62. Este grupo se convirtió en el Grupo 2 de Bombardeo en 1979 y este pasó a ser el Grupo Aéreo 2 en 1991.
La II Brigada Aérea aloja al Grupo 1 de Comunicaciones Escuela y al Grupo de Reconocimiento Aeroespacial.

## Organización
- II Brigada Aérea (II BA). Guar Ae Paraná (Paraná, ER).[8][9][10]
  - Grupo Aéreo 2 (GA2). Guar Ae Paraná (Paraná, ER).
  - Grupo Técnico 2 (GT2). Guar Ae Paraná (Paraná, ER).
  - Grupo Base 2 (GB2). Guar Ae Paraná (Paraná, ER).

Fuentes